# RhTx
Toxin RhTx ist ein Nervengift aus dem chinesischen rotköpfigen Hundertfüßer Scolopendra subspinipes mutilans.

## Eigenschaften
RhTx wird in den Giftdrüsen des Hundertfüßers gebildet. Es bindet an den äußeren Bereich des Wärmerezeptor-Ionenkanals TRPV1 bevorzugt in der geöffneten Form und senkt dessen Aktivierungstemperatur. Dadurch entsteht eine Aktivierung von TRPV1 bereits bei Körpertemperatur, die einen brennenden Schmerz erzeugt, gefolgt von lokalen Effekten wie Erythem, Induration, Nekrose und teilweise auch Lymphödem und Lymphangitis. Die EC50 in Mäusen liegt bei 521,5 nM. Kühlung führt zur geschlossenen Form des TRPV1 und mindert die Toxinbindung und somit die Giftwirkung, bei 10 °C ist die Wirkung gehemmt. RhTx bindet selektiv an TRPV1, nicht aber an mNav1.5/SCN5A, mNav1.7/SCN9A, Tetrodotoxin-sensitive und -resistente Nav, mKv1.1/KCNA1, mKv2.1/KCNB1, mKv4.1/KCND1, high-voltage-activated Cav, low-voltage-activated Cav, TRPV2, TRPV3 oder TRPV4. Durch Proteolyse entsteht aus den Präprotein von RhTx das biologisch aktive Toxin von 27 Aminosäuren (AS 42–68). RhTx besitzt zwei Disulfidbrücken.